# Škola v Chlumci nad Cidlinou
Novorenesanční budova školy v Chlumci nad Cidlinou se nalézá v Kozelkově ulici v centru města Chlumec nad Cidlinou v okrese Hradec Králové směrem na Nový Bydžov. Budova školy tvoří dominantu novodobé části města a je od 22. října 1997 chráněna jako kulturní památka. Národní památkový ústav tuto budovu uvádí v ústředním seznamu kulturních památek pod rejstříkovým číslem 49401/6-6007. Budova je označována jako palác škol: v budově po jejím postavení působily smíšená obecná škola, chlapecká měšťanská škola, dívčí obecná škola a nově založená dívčí měšťanská škola.

## Historie

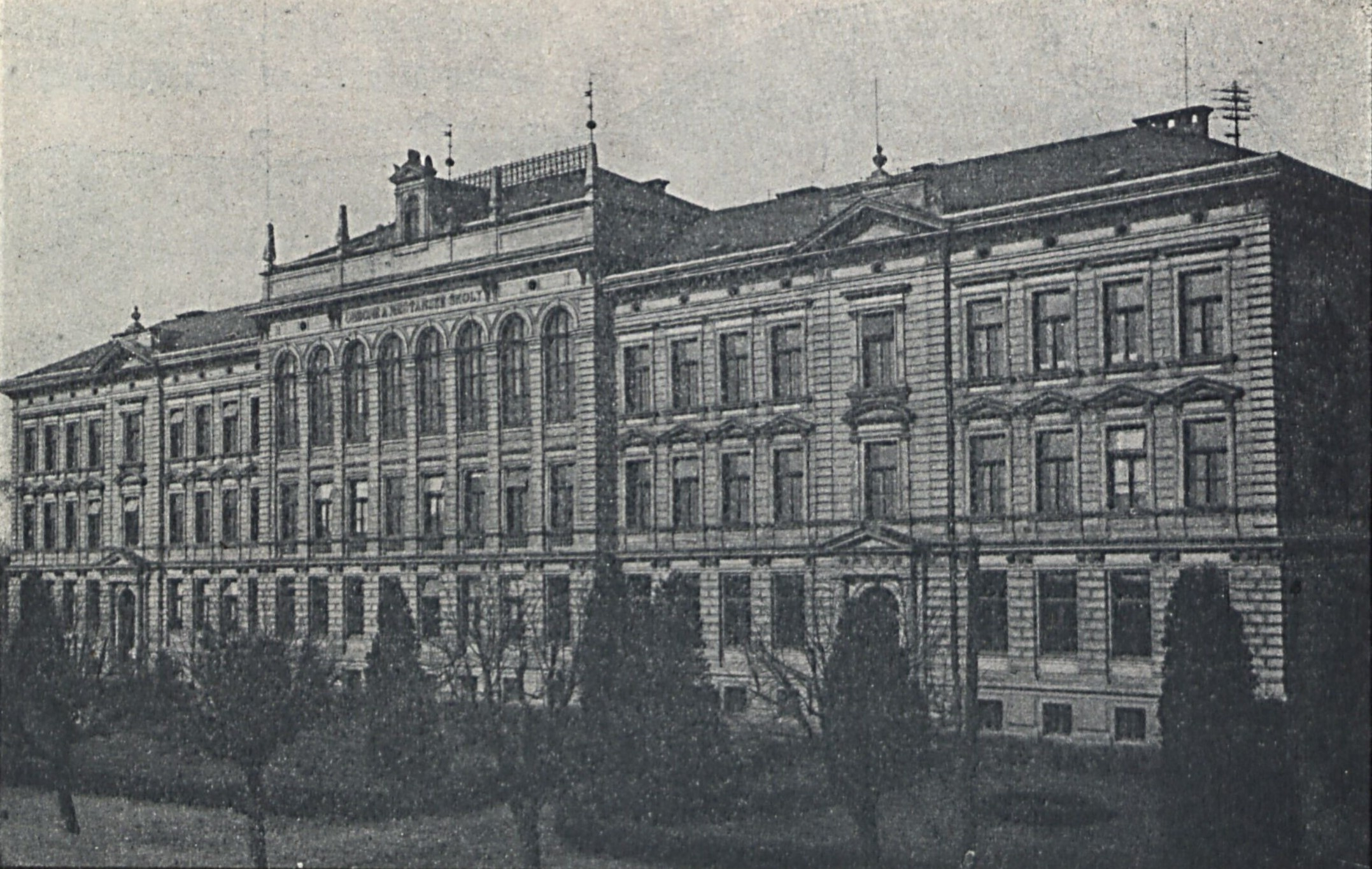
Budova školy ve třicátých letech 20. století

Záměr postavit školu prosadil roku 1896 starosta Zikmund Kozelka. Pro stavbu školy město vykoupilo za 28 300 zlatých (údaj je citován ve zlatých, přestože roku 1892 byla v rakouské monarchii zavedena korunová měna) tři stodoly, špýchar a sousedící pole, k tomu byla věnována nevyhovující budova nemocnice se zahradou.
Novorenesanční budova školy v Chlumci nad Cidlinou byla postavena v letech 1898–99 podle plánů architekta Vratislava Pasovského stavitelem Konstantinem Mráčkem. Základní kámen byl položen a posvěcen 2. 7. 1898, budova byla slavnostně otevřena 28. 9. 1899. Počet žáků narůstal a postupně byly přistavovány další budovy. V původní historické budově je dnes umístěn II. stupeň základní školy. 
V roce 1923 u příležitosti 50. výročí měšťanské školy byl před školou odhalen pomník s bustou J. A. Komenského, který vytesal sochař Soukup z Podhorního Újezda podle návrhu Jana Štursy.

## Popis
Třípatrová osově symetrická školní budova se sedlovou střechou krytou natřenými hliníkovými šablonami. Budova o půdorysu tvaru písmene "J" se nachází v severozápadní části města. 
Uliční fasáda školní budovy je rozčleněna na tři části. Celá budova je osově symetrická. Střední, 8 osová část mohutného rizalitu je mírně vyvýšena širokou atikou zakončenou štítovým vikýřem s tympanonem v ose. Na hřebeni střechy je ozdobné zábradlí. Dvě boční části fasády po stranách jsou 9osé, uprostřed mají rizalit zakončený nízkým tympanonem s atikou. Celé přízemí budovy má rustikální bosáž. Okna jsou obdélná dvoukřídlá, členěná ve tvaru T. Kordonová římsa, obíhající celou budovu, je bohatě profilovaná, podepřená konzolkami. Na nárožích rizalitů a budovy je po celé výšce provedena rustikální bosáž.

## Galerie

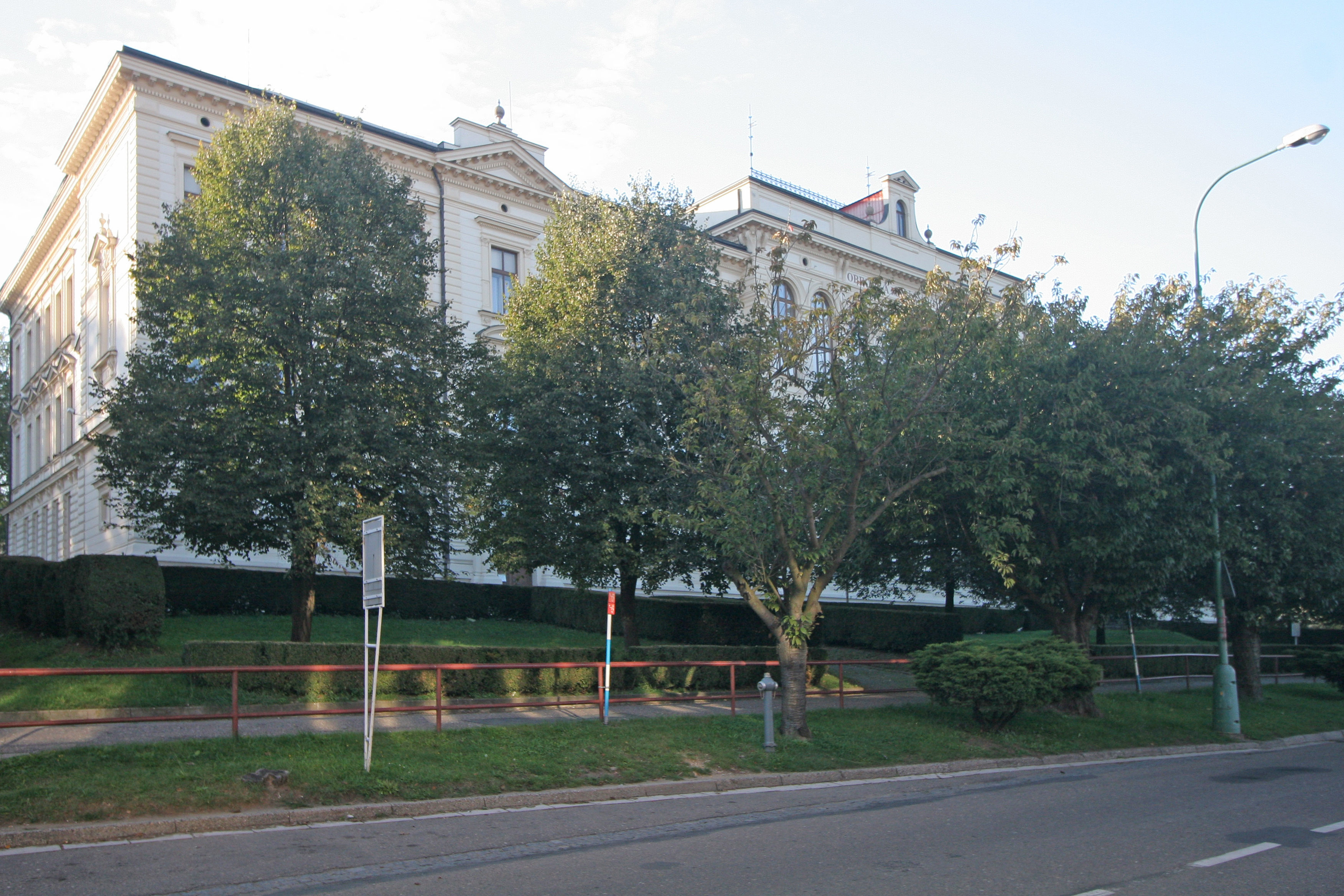
Školní budova v Chlumci nad Cidlinou